# Unified Growth Theory
Die Unified Growth Theory (dt. Einheitliche Wachstumstheorie) ist eine von Oded Galor entwickelte Wachstumstheorie.
Sie basiert auf der Kritik an vielen endogenen Wachstumstheorien, die langfristiges Wirtschaftswachstum erst für Perioden ab der industriellen Revolution erklären und/oder lediglich für die aktuellen westlichen Industrienationen gelten. Vor dieser Zeit gab es über tausende Jahre keinen langfristigen Wachstums-Trend (in Pro-Kopf-Größen, siehe Malthusianische Katastrophe).
Die Unified Growth Theory versucht den Wachstumsprozess über alle Entwicklungsphasen der Menschheit in einem einzigen Modellrahmen zu erklären. Dabei ist insbesondere der demographische Übergang zu berücksichtigen. Dieser meint die historische Beobachtung, dass die Geburten- und Sterberaten in einem Land während seiner Entwicklung von einer vorindustriellen Gesellschaft zu einem Industriestaat sinken.